# رود تورغای
رود تورغای (به قزاقی: Turgay) یک رود در قزاقستان است که در قزاقستان واقع شده‌است.